# Jean Changenet
Jean Changenet (aussi appelé Jean II Changenet) est un peintre français actif à la fin du XVe siècle entre Dijon et Avignon. Probable fils du peintre Jean I Changenet et frère du peintre Pierre Changenet tous deux actifs à Dijon, Jean II Changenet est documenté à Avignon de 1485 à sa mort au début de l'année 1495. Il est l'époux d'Antoinette Henri et le père de deux filles, Michèle et Delphine. Il est le beau-père de Josse Lieferinxe, qui épouse sa fille Michèle en 1503. Les très nombreuses commandes qu'il réalise en une dizaine d'années confirment sa réputation de plus grand peintre actif à Avignon, entre la génération de Nicolas Froment et celle de Nicolas Dipre. Il fonde son atelier à Avignon au début des années 1480 dans la rue de la Miraillerie. En 1492, il est l'un des deux maîtres de la confrérie Saint-Luc des peintres d'Avignon. En 1493, il accueille et forme au sein de son atelier le peintre et "compagnon espagnol" Juan de Nalda pendant trois ans. 
Jean Changenet ne doit pas être confondu avec son père Jean I Changenet. Il est ainsi parfois appelé Jean II Changenet. Bien qu'il ne soit pas possible de l'affirmer, les études actuelles émettent l'hypothèse que le troisième Maître des Prélats bourguignons soit vu en la figure de Jean II Changenet.

## Œuvres
- Adoration des Mages avec Saint Nicolas au revers, Fuite en Egypte, Assomption avec Saint Bénigne au revers, Gretz-Armainvilliers, église Saint-Jean-Baptiste. En 2016, Carmen Decu Teodorescu et Frédéric Elsig ont identifié les volets de ce triptyque avec trois des quatre volets du retable du maître-autel de l'église Notre-Dame de Dijon, objet d'un contrat passé à Dijon en 1490 entre Jean Changenet et Nicolas Bouesseau, président de la Chambre des comptes de Dijon[3]. Si les revers des volets sont achevés à la mort du peintre en 1495, les avers sont en revanche terminés par le peintre Jean Grassi entre 1499 et 1500, qui louait alors la maison de Jean Changenet.

L'attribution des œuvres de Jean Changenet sur la base de l'identification récente du triptyque de Gretz-Armainvilliers est discutée. Selon Frédéric Elsig et Carmen Decu Teodorescu, cette dernière œuvre inviterait à lui attribuer l'ensemble des œuvres jusqu'alors données à son gendre Josse Lieferinxe.
À l'inverse et sur cette même base, Elliot Adam et Sophie Caron ont proposé de confirmer l'attribution à Jean Changenet de trois panneaux, suivant les hypothèses déjà formulées par Charles Sterling en 1973 et Michel Laclotte en 1975 : 
- Les Trois Prophètes, 1484 (?), musée du Louvre, Paris. Ce fragment proviendrait du retable du maître-autel de l'église des Dominicains d'Arles, dont Pierre Véran rapporte qu'il représentait l'Arbre de Jessé et portait la signature du peintre Jean de Bourgogne ainsi que la date du 1er mai 1484[5].
- Saint Pierre, collection particulière, New York.
- Mater Dolorosa, ou Madonna Addolorata, Galerie nationale d'art ancien, Rome.